# 637. grenadirski polk (Wehrmacht)
637. grenadirski polk (izvirno nemško 637. Grenadier-Regiment; kratica 637. GR) je bil pehotni polk Heera v času druge svetovne vojne.

## Zgodovina
Polk je bil ustanovljen 15. februarja 1944, ko je bil preimenovan. 1. aprila istega leta je bil polk razpuščen.